# Наполеоново
Наполеоново (пол. Napoleonowo) — село в Польщі, у гміні Ґнезно Гнезненського повіту Великопольського воєводства.
Населення — 71 особа (2011).
У 1975-1998 роках село належало до Познанського воєводства.

## Демографія
Демографічна структура станом на 31 березня 2011 року:
|          | Загалом | Допрацездатний вік | Працездатний вік | Постпрацездатний вік |
| -------- | ------- | ------------------ | ---------------- | -------------------- |
| Чоловіки | 34      | 8                  | 23               | 3                    |
| Жінки    | 37      | 7                  | 26               | 4                    |
| Разом    | 71      | 15                 | 49               | 7                    |